# Губенково
Губенково (укр. Губенкове) — село на Украине, находится в Иршанской поселковой общине Житомирской области.
Население по переписи 2001 года составляет 152 человека. Почтовый индекс — 12112. Телефонный код — 4145. Занимает площадь 5,48 км².